# Thrips monotropae
Thrips monotropae är en insektsart som beskrevs av Ian A. Hood 1927. Thrips monotropae ingår i släktet Thrips och familjen smaltripsar. Inga underarter finns listade i Catalogue of Life.